# Saison 2018-2019 du Stade de Reims
Maillots
Dernière mise à jour : 3 février 2018.
Chronologie
Saison précédente Saison suivante
La saison 2018-2019 du Stade de Reims est la 34e saison du club en Ligue 1. Le club est engagé dans trois compétitions : la Ligue 1, la Coupe de la Ligue et la Coupe de France.

## Avant-saison

### Tableau des transferts
| Nom                | Nationalité        | Poste     | Transfert                  | Provenance/Destination | Division           |
| ------------------ | ------------------ | --------- | -------------------------- | ---------------------- | ------------------ |
| Arrivées           |                    |           |                            |                        |                    |
| Moussa Doumbia     | Mali               | Attaquant | Fin de contrat             | FK Rostov              | Première Ligue     |
| Thomas Fontaine    | Madagascar         | Défenseur | Fin de contrat             | Clermont Foot          | Ligue 2            |
| Tristan Dingomé    | France             | Milieu    | Transfert (1 M d'€)        | ESTAC                  | Ligue 2            |
| Ghislain Konan     | Côte d'Ivoire      | Défenseur | Transfert (2 M d'€)        | Vitoria Guimares       | Primeira Liga      |
| Alaixys Romao      | Togo               | Milieu    | Transfert                  | Olympiakos             | Superleague Elláda |
| Thomas Foket       | Belgique           | Milieu    | Transfert (3,5 M d'€)      | La Gantoise            | Division 1A        |
| Sheyi Ojo          | Angleterre         | Milieu    | Prêt                       | Liverpool FC           | Premier League     |
| Suk Hyun-jun       | Corée du Sud       | Attaquant | Transfert (3 M d'€)        | ESTAC                  | Ligue 2            |
| Björn Engels       | Belgique           | Défenseur | Prêt (avec option d'achat) | Olympiakos             | Superleague Elláda |
| Aksel Atkas        | France             | Milieu    | Transfert                  | FC Sochaux             | Ligue 2            |
| Pierre Nouvel      | France             | Défenseur | Libre                      | Olympique lyonnais B   | National 2         |
| Enzo Valentim      | France             | Défenseur | Libre                      | Tours FC               | National           |
| Virgile Pinson     | France             | Attaquant | Libre                      | -                      | -                  |
| Boulaye Dia        | France             | Attaquant | Transfert                  | Jura Sud Foot          | National 2         |
| Scott-Beckam Kyei  | France             | Attaquant | Premier contrat pro        | Stade de Reims B       | National 2         |
| Maxime Penneteau   | France             | Milieu    | Premier contrat pro        | Stade de Reims B       | National 2         |
| Steve Shamal       | France             | Attaquant | Premier contrat pro        | Stade de Reims B       | National 2         |
| Andrew Jung        | France             | Attaquant | Premier contrat pro        | Stade de Reims B       | National 2         |
| Hamza Khida        | France             | Attaquant | Premier contrat pro        | Stade de Reims B       | National 2         |
| Logan Costa        | France             | Défenseur | Premier contrat pro        | Stade de Reims B       | National 2         |
| Mouhamadou Drammeh | France             | Milieu    | Premier contrat pro        | Stade de Reims B       | National 2         |
| Youness Aouladzian | France             | Milieu    | Premier contrat pro        | Stade de Reims B       | National 2         |
| Départs            |                    |           |                            |                        |                    |
| Diego Rigonato     | Brésil             | Milieu    | Fin de contrat             | Al-Dhafra              | Arab Gulf League   |
| Samuel Bouhours    | France             | Défenseur | Fin de contrat             | Stade lavallois        | National           |
| Jordan Siebatcheu  | France             | Attaquant | Transfert (12 M d'€)       | Stade Rennais FC       | Ligue 1            |
| Danilson Da Cruz   | Cap-Vert           | Milieu    | Libre                      | AS Nancy-Lorraine      | Ligue 2            |
| Andrew Jung        | France             | Attaquant | Prêt                       | US Concarneau          | National           |
| Steve Shamal       | France             | Attaquant | Prêt                       | Quevilly-Rouen         | National           |
| Lenny Vallier      | France             | Défenseur | Prêt                       | Pau FC                 | National           |
| Grégory Berthier   | France             | Attaquant | Prêt                       | Red Star FC            | Ligue 2            |
| Yohan Roche        | France             | Défenseur | Prêt                       | Rodez AF               | National           |
| Julian Jeanvier    | France             | Défenseur | Transfert                  | Brentford FC           | EFL Championship   |
| Grejohn Kyei       | France             | Attaquant | Prêt (avec option d'achat) | RC Lens                | Ligue 2            |
| Anatole N'Gamukol  | Guinée équatoriale | Attaquant | Licenciement               | -                      | -                  |

| Nom              | Nationalité | Poste     | Transfert                  | Provenance/Destination | Division            |
| ---------------- | ----------- | --------- | -------------------------- | ---------------------- | ------------------- |
| Arrivées         |             |           |                            |                        |                     |
| Arber Zeneli     | Kosovo      | Attaquant | Transfert                  | SC Heerenveen          | Eredivisie          |
| Baba Rahman      | Ghana       | Défenseur | Prêt                       | Chelsea FC             | Premier League      |
| Moreto Cassamá   | Portugal    | Milieu    | Transfert                  | FC Porto B             | Primeira Liga       |
| Sambou Sissoko   | France      | Milieu    | Transfert                  | Tours FC               | National            |
| Isaac Solet      | France      | Milieu    | Transfert                  | Stade lavallois        | National            |
| Départs          |             |           |                            |                        |                     |
| Aly Ndom         | France      | Milieu    | Prêt (avec option d'achat) | SM Caen                | Ligue 1             |
| Romain Métanire  | Madagascar  | Défenseur | Résiliation du contrat     | Minnesota United FC    | Major League Soccer |
| Patrick Bahanack | Cameroun    | Défenseur | Prêt                       | Ergotelis FC           | Football League     |

## Effectif et staff technique
Le tableau suivant recense l'ensemble des joueurs faisant partie de l'effectif du Stade de Reims pour la saison 2018-2019.

## Compétitions

### Ligue 1 Conforama

#### Classement
| Rang | Équipe                 | Pts | J  | G  | N  | P  | Bp | Bc | Diff | Qualification ou relégation                                             |
| ---- | ---------------------- | --- | -- | -- | -- | -- | -- | -- | ---- | ----------------------------------------------------------------------- |
| 5    | Olympique de Marseille | 61  | 38 | 18 | 7  | 13 | 60 | 52 | +8   |                                                                         |
| 6    | Montpellier Hérault SC | 59  | 38 | 15 | 14 | 9  | 53 | 42 | +11  |                                                                         |
| 7    | OGC Nice               | 56  | 38 | 15 | 11 | 12 | 30 | 35 | −5   |                                                                         |
| 8    | Stade de Reims P       | 55  | 38 | 13 | 16 | 9  | 39 | 42 | −3   |                                                                         |
| 9    | Nîmes Olympique P      | 53  | 38 | 15 | 8  | 15 | 57 | 58 | −1   |                                                                         |
| 10   | Stade rennais FC C     | 52  | 38 | 13 | 13 | 12 | 55 | 52 | +3   | Qualification pour la phase de groupes de la Ligue Europa               |
| 11   | RC Strasbourg Alsace L | 49  | 38 | 11 | 16 | 11 | 58 | 48 | +10  | Qualification pour le deuxième tour de qualification de la Ligue Europa |

## Statistiques

### Buteurs
| Place | Nom               | Ligue 1 | Coupe de France | Coupe de la Ligue | TOTAL des BUTS |
| 1     | Rémi Oudin        | 9 buts  | 2 buts          | -                 | 11             |
| 2     | Mathieu Cafaro    | 5 buts  | 2 buts          | -                 | 7              |
| 3     | Pablo Chavarria   | 4 buts  | -               | -                 | 4              |
| 3     | Boulaye Dia       | 3 buts  | 1 but           | -                 | 4              |
| 5     | Xavier Chavalerin | 2 buts  | 1 but           | -                 | 3              |
| 6     | Moussa Doumbia    | 2 buts  | -               | -                 | 2              |
| 6     | Suk Hyun-jun      | 2 buts  | -               | -                 | 2              |
| 6     | Arber Zeneli      | 2 buts  | -               | -                 | 2              |
| 9     | Björn Engels      | 1 but   | -               | -                 | 1              |
| 9     | Tristan Dingomé   | 1 but   | -               | -                 | 1              |
| 9     | Sheyi Ojo         | -       | -               | 1 but             | 1              |
| Total | 11 joueurs        | 31 buts | 6 buts          | 1 but             | 38             |

Date de mise à jour : le 26 mars 2019.

### Passeurs
| Place | Nom               | Ligue 1   | Coupe de France | Coupe de la Ligue | TOTAL des PASSES |
| 1     | Mathieu Cafaro    | 4 passes  | -               | -                 | 4                |
| 2     | Pablo Chavarria   | 3 passes  | -               | -                 | 3                |
| 2     | Tristan Dingomé   | 2 passes  | 1 passe         | -                 | 3                |
| 2     | Arber Zeneli      | 3 passes  | -               | -                 | 3                |
| 5     | Rémi Oudin        | 2 passes  | -               | -                 | 2                |
| 5     | Alaixys Romao     | 2 passes  | -               | -                 | 2                |
| 5     | Xavier Chavalerin | 2 passes  | -               | -                 | 2                |
| 5     | Sheyi Ojo         | -         | 2 passes        | -                 | 2                |
| 9     | Thomas Fontaine   | 1 passe   | -               | -                 | 1                |
| 9     | Ghislain Konan    | 1 passe   | -               | -                 | 1                |
| 9     | Marvin Martin     | 1 passe   | -               | -                 | 1                |
| 9     | Moussa Doumbia    | 1 passe   | -               | -                 | 1                |
| Total | 12 joueurs        | 22 passes | 3 passes        | -                 | 25               |

Date de mise à jour : le 26 mars 2019.

### Cartons

#### Cartons jaunes
| Place | Nom               | Ligue 1 | Coupe de France | Coupe de la Ligue | TOTAL |
| 1     | Xavier Chavalerin | 7       | 1               | 1                 | 8     |
| 2     | Alaixys Romao     | 7       | -               | -                 | 7     |
| 3     | Moussa Doumbia    | 5       | -               | -                 | 5     |
| 4     | Mathieu Cafaro    | 3       | -               | -                 | 3     |
| 4     | Thomas Foket      | 3       | -               | -                 | 3     |
| 4     | Suk Hyun-jun      | 3       | -               | -                 | 3     |
| 4     | Tristan Dingomé   | 3       | -               | -                 | 3     |
| 8     | Björn Engels      | 2       | -               | -                 | 2     |
| 8     | Rémi Oudin        | 2       | -               | -                 | 2     |
| 8     | Boulaye Dia       | 2       | -               | -                 | 2     |
| 8     | Edouard Mendy     | 2       | -               | -                 | 2     |
| 8     | Pablo Chavarria   | 2       | -               | -                 | 2     |
| 8     | Yunis Abdelhamid  | 1       | 1               | -                 | 2     |
| 14    | Marvin Martin     | 1       | -               | -                 | 1     |
| 14    | Hassane Kamara    | 1       | -               | -                 | 1     |
| 14    | Romain Métanire   | 1       | -               | -                 | 1     |
| 14    | Thomas Fontaine   | 1       | -               | -                 | 1     |
| 14    | Baba Rahman       | 1       | -               | -                 | 1     |
| 14    | Sheyi Ojo         | -       | 1               | -                 | 1     |
| Total | 19 joueurs        | 47      | 3               | 1                 | 51    |

Date de mise à jour : le 26 mars 2019.

#### Cartons rouges
| Place | Nom             | Ligue 1 | Coupe de France | Coupe de la Ligue | TOTAL |
| 1     | Alaixys Romao   | 1       | -               | -                 | 1     |
| 1     | Romain Métanire | 1       | -               | -                 | 1     |
| Total | 2 joueurs       | 2       | -               | -                 | 2     |

Date de mise à jour : le 21 janvier 2019.

### Joueur du mois
Le Groupement Officlel des Supporters du Stade de Reims élit le joueur du mois.
| Mois      | Joueur            |
| --------- | ----------------- |
| Août      | Ghislain Konan    |
| Septembre | Yunis Abdelhamid  |
| Octobre   | Edouard Mendy     |
| Novembre  | Xavier Chavalerin |
| Décembre  | Moussa Doumbia    |
| Janvier   | Rémi Oudin        |
| Février   |                   |
| Mars      |                   |
| Avril     |                   |
| ANNÉE     |                   |

### Affluences
Affluence du Stade de Reims à domicile

## Équipe réserve et formation

### Équipe réserve (National 2)
L'équipe réserve du Stade de Reims, dite "Pro 2", est un groupe professionnel, constituant à la fois une antichambre permettant aux joueurs de l'équipe première ne jouant pas en Ligue 1 de gagner du temps de jeu, mais aussi une structure formative permettant aux jeunes espoirs rémois de s'habituer au professionnalisme. Son effectif est donc composer de joueurs professionnels, mais aussi de joueurs issus de l'équipe des -19 ans du Stade de Reims.

### Effectif réserve actuelle
Le tableau suivant recense l'ensemble des joueurs faisant partie de l'équipe réserve durant la saison 2018-2019, tel qu'indiqué sur le site officiel.

### Résultats de la saison
| Rang | Équipe                        | Pts | J  | G  | N | P | Bp | Bc | Diff |
| ---- | ----------------------------- | --- | -- | -- | - | - | -- | -- | ---- |
| 1    | IC Croix                      | 32  | 17 | 10 | 2 | 5 | 28 | 23 | +5   |
| 2    | US Créteil-Lusitanos R        | 30  | 16 | 9  | 3 | 4 | 21 | 10 | +11  |
| 3    | Sainte-Geneviève Sports       | 27  | 17 | 7  | 6 | 4 | 20 | 17 | +3   |
| 4    | Lille OSC rés.                | 26  | 15 | 7  | 7 | 1 | 25 | 13 | +12  |
| 5    | SC Schiltigheim               | 25  | 17 | 6  | 7 | 4 | 20 | 17 | +3   |
| 6    | Stade de Reims rés.           | 23  | 15 | 7  | 2 | 6 | 17 | 14 | +3   |
| 7    | ASM Belfortaine               | 22  | 16 | 6  | 4 | 6 | 15 | 16 | -1   |
| 8    | CS Sedan Ardennes             | 22  | 16 | 5  | 7 | 4 | 17 | 16 | +1   |
| 9    | SA Spinalien                  | 22  | 15 | 6  | 4 | 5 | 16 | 17 | -1   |
| 10   | FCSR Haguenau P               | 20  | 17 | 5  | 5 | 7 | 20 | 19 | +1   |
| 11   | US Lusitanos Saint-Maur       | 20  | 17 | 4  | 8 | 5 | 27 | 27 | 0    |
| 12   | Entente Feignies Aulnoye FC P | 20  | 17 | 5  | 5 | 7 | 20 | 23 | -3   |
| 13   | FC Fleury                     | 17  | 16 | 4  | 5 | 7 | 26 | 33 | -7   |
| 14   | AF Bobigny P                  | 15  | 15 | 4  | 4 | 7 | 18 | 25 | -7   |
| 15   | RC Lens rés.                  | 11  | 15 | 2  | 5 | 8 | 17 | 23 | -6   |
| 16   | Arras FA                      | 9   | 15 | 1  | 6 | 8 | 14 | 28 | -14  |

1. ↑  La réserve de Lille a été sanctionnée de deux points de pénalité (+ deux en sursis)
en raison d'irrégularités dans la désignation de son entraîneur principal[4].
2. ↑  Un point de pénalité pour l'AF Bobigny.